# 浙商银行
浙商银行股份有限公司（英語：China Zheshang Bank Co., Ltd.，缩写：CZBANK；港交所：2016；上交所：601916，简称：浙商银行）是中国银行业监督管理委员会批准的12家全国性股份制商业银行之一，也是唯一一家总部位于中國浙江的全国性股份制商业银行。其前身為1993年建立的浙江商業銀行。2017年，浙商銀行在英国《银行家》杂志公布的全球银行业500强榜单中位列第186位。目前，浙商银行的最大单一股东为浙江省政府的金融投资管理平台浙江省金融控股有限公司。

## 歷史沿革
- 1993年3月20日，经中国人民银行《银函（1993）118号》文批准，由中国银行 （股份占40％，计800万美元）、南洋商业银行 （股份占25％，计500万美元）、交通银行 （股份占20％，计400万美元）和浙江省国际信托投资公司（股份占15％，计300万美元）四家共同出资4000万美元设立中外合资银行“浙江商业银行”[4]，最初只有总行一个部门，位于宁波市中山西路88号。
- 2002年，浙江商业银行不良贷款率直线上升，陷入经营危机，浙江省政府决定请示中央接手重组。
- 2003年6月6日，经过浙江省政府一年多的请求，中国银监会函复同意对浙江商业银行进行重组。
- 2004年6月30日，经中国银监会批准[5]，浙江商业银行从中外合资银行重组为股份制商业银行，并更名为“浙商银行股份有限公司”（简称“浙商银行”）。总行从宁波迁址到杭州营业，成为全国第12家股份制商业银行。
- 2004年8月18日，浙商银行正式开业。
- 2016年3月30日，浙商银行成功在香港交易所挂牌上市[6]。
- 2023年6月12日，浙商银行宣佈H股和A股的供股計劃，按每10股供3股的比例供股，集資128.89億元人民幣。[7]

## 业务发展
浙商银行的经营战略总体上以五年为一个阶段：第一个阶段从2004年开业到2008年底，重点以浙江为主市场；第二个阶段从2009年起至2013年，重点以全国经济发达的区域为主市场。截至2014年末，浙商银行注册资本115亿元，监管资本410亿元，总资产6,700亿元，各项存款3,600亿元，各项贷款2,600亿元。
浙商银行目前已在北京、天津、辽宁、上海、江苏、山东、湖北、广东、重庆、四川、陕西、甘肃、河南、安徽、湖南 、江西 、贵州、广西 18个省市和浙江省内全部省辖市设立了180余家机构，实现了对长三角、环渤海、珠三角以及部分中西部地区的有效覆盖。同时，浙商银行还设有香港分行。
2019年10月23日，浙商銀行公布，於10月18日完成初步詢價後，將按發行價格每股4.94元人民幣發行25.5億股A股。

### 业务范围

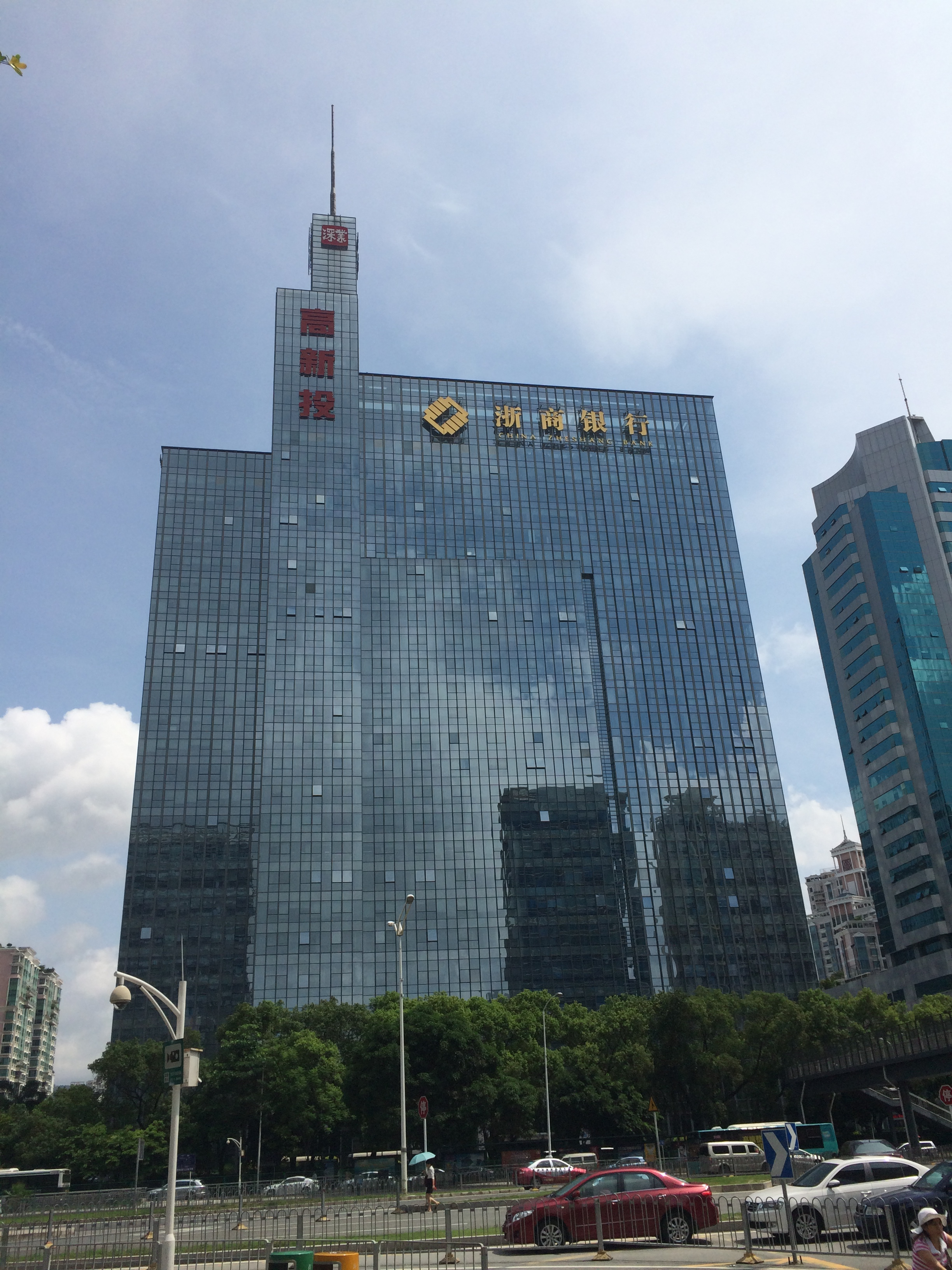
位于深圳福田时代科技大厦的浙商银行深圳分行营业部

浙商银行为一家在中国经营业务的全国性股份制商业银行，经中国银监会批准，并经登记机关核准，其经营范围为：
1. 吸收公众存款；
2. 发放短期、中期和长期贷款；
3. 办理国内外结算；
4. 办理票据承兑与贴现；
5. 发行金融债券；
6. 代理发行、代理兑付、承销政府债券；
7. 买卖政府债券、金融债券；
8. 从事同业拆借；
9. 买卖、代理买卖外汇；
10. 从事银行卡业务；
11. 提供信用证服务及担保；
12. 代理收付款项及代理保险业务；
13. 提供保管箱服务；
14. 经国务院银行业监督管理机构批准的其他业务。

另外，经国家外汇管理局批准，还可以经营结汇、售汇业务。

## 企业事务和文化

### 标志内涵
浙商银行的标志设计以“玉琮”和“算盘”作为基本元素：玉琮代表着“富有”和“地位”；算盘代表着“精打细算”和“守信有方”。
图案主图的黄色象征“吉祥”与“丰裕”，背景的红色象征“激情”与“希望”；整体标志图案显现出向上腾跃的姿态，寓意“锐意进取，奋发向上”。
主图形状的方形（菱形），意为“方行天下，至于海表”，象征“不断扩展，名扬誉驰”；其六条斜向通道，意为“六合通达、规范有序”；方框中空出的“一”，意为“追求卓越，争创一流”。